# Angela Böhm
Angela Böhm (* 1956 in München) ist eine deutsche Journalistin. Sie wurde mehrfach ausgezeichnet für die Aufdeckung von Skandalen.

## Leben
Angela Böhm legte am Sophie-Scholl-Gymnasium in München das Abitur ab. Anschließend studierte sie an der Ludwig-Maximilians-Universität Politik, Öffentliches Recht, Kommunikation und schloss mit dem Magister Artium ab. Von 1980 bis 2014 arbeitete sie bei der Münchner Abendzeitung.
Aufsehen erregte Angela Böhm durch ihre investigativen Recherchen. Sie war an der Aufdeckung zahlreicher Affären beteiligt.

## Auszeichnungen
- 2014: 1. Wächterpreis der deutschen Tagespresse für Verwandtenaffäre im Bayerischen Landtag
- 2008: 2. Wächterpreis der deutschen Tagespresse für Bespitzelung der Landrätin Gabriele Pauli durch die Staatskanzlei von Edmund Stoiber
- 2007:  Verfassungsmedaille in Silber –  Bayerischer Landtag
- 1990: 2. Wächterpreis der deutschen Tagespresse für Dubiose Grundstücksgeschäfte der Caritas unter anderem mit dem Bayerischen Ministerpräsidenten Max Streibl